# Nové Homole
Nové Homole (lidově Hojdy, Hojda, německy Heiden) jsou vesnice, část obce Homole v okrese České Budějovice v Jihočeském kraji. Nachází se asi 1,5 kilometru západně od Homole. Prochází zde silnice II/143. Nové Homole leží v katastrálním území Homole o výměře 10,95 km².

## Historie
V letech 1781–1786 prodali homolští sedláci příliš vzdálené pozemky nazývané Heidacker (lada), na kterých postupně začaly vyrůstat nové chalupy. K výraznějšímu růstu došlo na konci 19. století. Na rozdíl od Homol byly Nové Homole převážně českou vesnicí. V roce 1900 zde vznikl sbor dobrovolných hasičů.
V září 2022 byla otevřena nově zbudovaná hasičská zbrojnice pro místní sbor dobrovolných hasičů, umístěná na jihovýchodním okraji vesnice. Výstavba si vyžádala náklady ve výši 16 milionů korun.

## Obyvatelstvo
| Rok            | 1869 | 1880 | 1890 | 1900 | 1910 | 1921 | 1930 | 1950 | 1961 | 1970 | 1980 | 1991 | 2001 | 2011 | 2021 |
| -------------- | ---- | ---- | ---- | ---- | ---- | ---- | ---- | ---- | ---- | ---- | ---- | ---- | ---- | ---- | ---- |
| Počet obyvatel | 0    | 0    | 0    | 0    | 237  | 0    | 209  | 0    | 0    | 204  | 371  | 272  | 406  | 677  | 902  |
| Počet domů     | 0    | 0    | 0    | 0    | 33   | 33   | 38   | 0    | 0    | 57   | 79   | 89   | 120  | 213  | 279  |

## Obecní správa
Nové Homole vznikly k 1. červenci 2000 jako část obce Homole v okrese České Budějovice.

## Spolky
- Hasiči
- TJ Slovan Černý Dub
- Spinning
- Ženský Amatérský Spolek (ŽAS)

## Pamětihodnosti
- Kaple Nejsvětějšího Srdce Páně, kulturní památka České republiky
- Pomník obětem světových válek